# Maj Lindström
Maj Ingeborg Lindström, född 28 maj 1922 på Gävle BB,, skriven i Skutskärs församling,  död 15 mars 2011 i S:t Pauli församling i Malmö, var en svensk skådespelare och sångerska. 

## Biografi
Maj Lindström föddes som dotter till faktor Karl Gustaf Nikolaus Lindström och Agnes Maria, född Engberg, som bodde i Skutskär. Skådespelaren Axel Düberg var hennes kusinbarn.
Hon var under många år ett av de stora affischnamnen på Malmö stadsteater där hon medverkade i totalt 54 olika uppsättningar, även talteater som Jag vill träffa Mjosov på Nya Teatern (i dag Nöjesteatern) 1974. Samma år tilldelades hon Kvällspostens Thaliapris.
Hon arbetade även på andra scener, bland annat turnéer med Riksteatern och Folkparksteatern samt gästspel utomlands. Hon spelade operett med Nils Poppe och medverkade i succén Nine på Oscarsteatern med bland andra Ernst-Hugo Järegård. På Studioteatern i Malmö gjorde hon uppmärksammade roller i musikaler som Zorba, Spelman på taket och Cabaret. Under 1950-talet sjöng hon in nio 78-varvsskivor. 
Maj Lindström har medverkat i TV i bl.a. thrillern Rädsla och Åshöjdens BK.
Spelåret 1995–1996 gjorde hon bejublad comeback i My Fair Lady på Nöjesteatern i Malmö (Higgins: Jan Malmsjö, Eliza: Sofie Lindberg).  Teaterchefen Anders Aldgård tyckte att det skulle vara kul om en tidigare Eliza gjorde rollen som professor Higgins mamma, och Maj Lindströms tolkning blev en triumf.
Under vinterhalvåret 2007–2008 hade Malmö Teatermuseum för scen- och manegekonst en utställning om Maj Lindströms karriär. På utställningen visades fotografier, affischer, program och scenkläder från de teateruppsättningar Maj Lindström medverkat i på Malmö stadsteater.
Maj Lindström är gravsatt i minneslunden på Limhamns kyrkogård i Malmö.

## Teater

### Roller (ej komplett)
| År   | Roll                   | Produktion                                                                           | Regi                    | Teater            |
| ---- | ---------------------- | ------------------------------------------------------------------------------------ | ----------------------- | ----------------- |
| 1944 |                        | Tre små flickor Walter Kollo                                                         | Oscar Winge             | Malmö stadsteater |
| 1945 | Juliette Vermont       | Greven av Luxemburg Franz Lehár, Leo Stein, Alfred Maria Willner och Robert Bodanzky | Oscar Winge             | Malmö stadsteater |
| 1945 | Molly Seamore          | Geishan Sidney Jones, Owen Hall och Harry Greenbank                                  | Oscar Winge             | Malmö stadsteater |
| 1945 | Anita, en fiskarflicka | Giuditta Franz Lehár, Paul Knepler och Fritz Löhne-Beda                              | Oscar Winge             | Malmö stadsteater |
| 1945 |                        | Det var en gång Holger Drachmann                                                     | Arne Lydén              | Malmö stadsteater |
| 1946 |                        | Lyckan kommer Alf Henrikson                                                          | Sam Besekow             | Malmö stadsteater |
| 1946 | Lucy Brown             | Tolvskillingsoperan Bertolt Brecht och Kurt Weill                                    | Sandro Malmquist        | Malmö stadsteater |
| 1946 | Babuschka Opalinski    | Sista valsen Oscar Straus, Julius Brammer och Alfred Grünwald                        | Lars Egge               | Stora Teatern     |
| 1946 | Christel, postiljon    | Fågelhandlaren Carl Zeller, Moritz West och Ludwig Held                              | Lars Egge               | Stora Teatern     |
| 1947 |                        | En valsdröm Oscar Straus, Felix Dörmann och Leopold Jacobson                         | Lars Egge               | Stora Teatern     |
| 1947 |                        | Polundra Vasilij Solovjov-Sedov                                                      | Lars Egge               | Stora Teatern     |
| 1953 | Medverkande            | Vår lilla värld, revy Arvid Müller och Børge Müller                                  | Stig Lommer             | Folkan            |
| 1953 | Medverkande            | Grattis, grattis, revy                                                               | Egon Larsson            | Folkan            |
| 1955 |                        | Revisorn Nikolaj Gogol                                                               | Lars-Levi Læstadius     | Malmö stadsteater |
| 1958 | Medverkande            | Spetsbyxor, vaudeville P.A. Henriksson                                               | Nils Poppe              | Idéonteatern      |
| 1962 |                        | Tolvskillingsoperan Bertolt Brecht och Kurt Weill                                    | Gösta Folke             | Malmö stadsteater |
| 1964 |                        | Bernardas hus Federico García Lorca                                                  | Eva Sköld               | Malmö stadsteater |
| 1965 | Dolly Levi             | Hello, Dolly! Michael Stewart och Jerry Herman                                       | Folke Abenius           | Malmö stadsteater |
| 1968 |                        | Mutter Courage och hennes barn Bertolt Brecht                                        | Jan Lewin               | Malmö stadsteater |
| 1972 |                        | Plaza svit Neil Simon                                                                | Gunnar Ekström          | Malmö stadsteater |
| 1973 |                        | Leva loppan Georges Feydeau                                                          | Andris Blekte           | Malmö stadsteater |
| 1974 |                        | Jag vill träffa Mjosov Valentin Katajev                                              | Andris Blekte           | Malmö stadsteater |
| 1975 |                        | Herrn går på jakt Georges Feydeau                                                    | Andris Blekte           | Malmö stadsteater |
| 1976 |                        | Arsenik och gamla spetsar Joseph Kesselring                                          | Andris Blekte           | Malmö stadsteater |
| 1976 | Roxie Hart             | Chicago John Kander och Fred Ebb                                                     | Hans Bergström          | Riksteatern       |
| 1981 |                        | Den gråtande polisen - ett änglaspel Staffan Göthe                                   | Claes Camnert           | Malmö stadsteater |
| 1981 |                        | Kattleken István Örkény                                                              | Andris Blekte           | Malmö stadsteater |
| 1983 | Guidos mor             | Nine Maury Yeston                                                                    | Gene Nettles            | Oscarsteatern     |
| 1987 |                        | Jaktscener från Nedre Bayern Martin Sperr                                            | Magnus Bergquist        | Malmö stadsteater |
| 1989 |                        | Ett resande teatersällskap August Blanche                                            | Elisabeth G. Söderström | Riksteatern       |
| 1991 | Golde                  | Spelman på taket Jerry Bock, Sheldon Harnick och Joseph Stein                        | Ronny Danielsson        | Studioteatern     |
| 1993 |                        | Bernardas hus Federico García Lorca                                                  | Ronny Danielsson        | Malmö stadsteater |
| 1997 | Madame Armfeldt        | Sommarnattens leende Stephen Sondheim och Hugh Wheeler                               | Benny Fredriksson       | Riksteatern       |

## Diskografi
| Titel | Okester                                                | Inspelad       | Skivnummer                        |
| --- | ------------------------------------------------------ | -------------- | --------------------------------- |
| Man måste vara två (Waldimir – Arnesson) Vänd blicken tillbaka (I’m Walking Behind You) (B Reid – Berco) | S Waldimirs ork                                        | 1953-06-15     | Decca F 44202                     |
| Var är ditt hjärta (The Song from Moulin Rouge) (Auric – Ernebo) Hi-Lili-Hi-Lo (Kaper – Deutsch – Karl-Lennart) | W Linds ork                                            | 1953-08-22     | Decca F 44221                     |
| Romance (Du är underbar) (Sylvain – Rybrant) Min souvenir (Hoffsten – Paxal) | S Waldimirs ork                                        | 1953-10-26     | Decca F 44229                     |
| Vaya con dios, min älskling (Russel – James & Pepper – S O Sandberg) Klockorna i dalen (Crying in the Chapel) (A Glenn – A Alm) | S Waldimirs ork                                        | 1953-10-26     | Decca F 44230                     |
| Oh, mein Papa (Burkhard – Britt G Hallquist) I morgon är också en dag (Es braucht ja nicht heute und amorgen zu sein) (Paach – Rybrant) | S Waldimirs ork                                        | 1954-01-20     | Decca F 44234                     |
| Vi möts och vi skiljs (Ur operetten ”Serenad) med Arne Hasselblad Med hundra gitarrer (Ur operetten ”Serenad) med Arne Hasselblad (Lajtai – Tjerneld) | E Kjerrmans ork                                        | 1954-09-18     | Decca F 44254                     |
| Vår kärleksnovell (Degerman – Haslum) När orgeln spelar (In the Chapel in the Moonligt) (Billy Hill – Tommy) | E Kjerrmans ork                                        | 1954-09-18     | Decca F 44255                     |
| Mamma gråt ej på mitt bröllop (Mama, don’t Cry at my Wedding) (Hudgind – Stahl) Johnny Guitar (V Young – Textman) | E Kjerrmans ork                                        | 1954-10-30     | Decca F 44266                     |
| Mallorca (Gesté – Bonnet – Hello) Du är den enda för mig (I Want You All to Myself) (Kock – Carroll – Ernebo) | E Kjerrmans ork                                        | 1955-04-12     | Decca F 44282                     |
| I min blommiga blå krinolin (Alice Blue Gown ur “Irene”) (H Tierney – McCarthy – S S Wilson) Originalmusik ur Svensk Filmindustris "Jazzgossen; dubbar Maj-Britt Nilsson. | J Högstedt dir                                         | 1958           | London TWB 91188                  |
| Why Can’t the English? (ur ”My Fair Lady”) Bergström, Engfeldt The Rain in Spain (ur ”My Fair Lady”) Bergström, Engfeldt (Loewe – Lerner) Aldonza (ur ”Mannen från la Mancha”) Lars Ekman (Leigh – Darion – Hallquist) C’est Magnifique (ur ”Can-Can) Lars Ekman (Porter – Rybrant) No Boom Boom (ur ”Zorba”) Söderberg, Nyberg (Kander – Ebb – Nilsson) | dirigenter Ove Andersson Kjell Andersson Folke Nilsson | 1961 1967 1971 | Malmö Stadsteater dBCD103 2004-12 |

 Sammanställd till utställningen på Teatermuseet.

## Filmografi
- 1993 – Glädjekällan (Vän till Ellen)